# Edwin Feulner
Edwin John Feulner Jr. (n. 12 august 1941, Chicago, Illinois, SUA – d. 18 iulie 2025) a fost un profesor american care a înființat think tank-ul conservator The Heritage Foundation⁠(d) și a ocupat funcția de președinte a acestei organizații în perioada 1977-2013 și din nou în 2017-2018. Mai mult, Feulner a activat în calitate de consilier și președinte al Victims of Communism Memorial Foundation⁠(d), funcție pentru care a fost decorat cu Medalia Truman-Reagan în 2006.

## Biografie
Edwin John Feulner Jr. s-a născut în Chicago, Illinois, fiul lui Helen Joan (născută Franzen) și al lui Edwin John Feulner, proprietarul unei firme imobiliare. Acesta mai are trei surori: Mary Ann, Joan și Barbara. Familia sa este romano-catolică și de origine germano-americană⁠(d). Trei dintre unchii săi materni au fost preoți parohi. Feulner a urmat cursurile liceului Immaculate Conception (Elmhurst, Illinois)⁠(d) și a absolvit Universitatea Regis⁠(d) cu o diplomă de licență în limba engleză în 1963.
După ce a obținut un MBA⁠(d) în cadrul Wharton School of Business a Universității din Pennsylvania⁠(d) în 1964, a urmat cursurile Universității Georgetown și London School of Economics. Și-a întrerupt studiile cât timp a activat ca președinte al The Heritage Foundations. În 1981, Feulner a obținut un doctorat în politologie la Universitatea din Edinburgh.

## Cariera
La începutul carierei, Feulner a fost analist al Centrului pentru Studii Strategice și Internaționale⁠(d). Mai târziu, a devenit consilier pentru congresmanul Melvin Laird, iar apoi asistent executiv pentru congresmanul republican Phil Crane⁠(d). Înainte să preia funcția de președinte al Heritage Foundation, Feulner a fost director executiv al Republican Study Committee⁠(d).

### The Heritage Foundation
Feulner a fost administrator al Heritage Foundation din 1973 până în 1977 când a părăsit biroul republicanului Crane pentru a conduce organizația. Aceasta avea nouă angajați și în ultimii patru ani a fost condusă de patru președinți diferiți. După preluarea conducerii, Feulner a dorit adoptarea unei abordări mai agresive, mai interesată de nevoile pieței astfel încât să obțină studii clare și accesibile. În acest mod, a transformat organizația dintr-o mică activitate într-o întreprindere prosperă care cultivă idealurile conservatoare. The New York Times a caracterizat think tank-ul drept „Panteonul metropolei conservatoare”. 
Această nouă strategie de marketing a fost numită „briefcase test”, un concept care a revoluționat influența grupurilor de experți asupra politicilor publice și a sporit popularitatea fundației. O altă decizie ieșită din comun a fost publicarea unor rapoarte și documente despre o anumită legislație înainte ca aceasta să fie adoptată și nu după.
În decurs de un an și jumătate de când Feulner a devenit președinte, bugetul Heritage a crescut la 2,5 milioane de dolari, având aproximativ 120.000 e donatori. Instituția are astăzi aproximativ 250 de angajați și un venit anual de aproximativ 80 de milioane de dolari și aproximativ 600.000 de donatori.
După ce s-a retras din funcția de președinte în 2013, Feulner și-a reluat pentru scurt timp funcția după alegerea președintelui Trump în 2017.

## Lucrări
- Looking Back (Heritage Foundation, 1981). ASIN B0006E54OC
- Conservatives Stalk the House (Green Hill, 1983). ISBN 0-89803-112-5
- The March of Freedom (Spence Publishing Company, 1998). ISBN 978-0-9653208-8-7
- Intellectual Pilgrims (Mont Pelerin Society, 1999). ISBN 978-0-89195-079-0
- Leadership for America: The Principles of Conservatism (Spence Publishing Company, 2000). ISBN 978-1-890626-22-8
- Getting America Right (Co-author Doug Wilson) (Crown Forum, 2006). ISBN 978-0-307-33691-0
- The American Spirit (Co-author Brian Tracy) (Thomas Nelson, 2012). ISBN 978-1-59555-337-9